# Karl Sigismund Kunth
Karl Sigismund Kunth (Leipzig, 18. lipnja 1788. – 22. ožujka 1850.), u engleskim tekstovima kao Carl odnosno Charles Sigismund Kunth, bio je njemački botaničar, biolog i istraživač. Poznat je kao jedan od prvih koji je bio proučavao i kategorizirao biljke iz Amerike. Objavio je djelo o tome Nova genera et species plantarum quas in peregrinatione ad plagam aequinoctialem orbis novi collegerunt Bonpland et Humboldt (7 sv., Pariz, 1815. – 1825.).
Rodio se u Leipzigu. Posao je našao u Berlinu 1806. godine gdje je radio kao trgovački pomoćnik. Zainteresirao se za botaniku nakon što je susreo Alexandera von Humboldta koji mu je pomogao nazočiti predavanjima na berlinskom sveučilištu. Poslije, od 1813. do 1819., radio je kao Humboldtov asistent u Parizu, gdje je studirao u Nacionalnom prirodoslovnom muzeju i klasificirao biljke koje su Humboldt i Aimé Bonpland prikupili za vrijeme njihova putovanja po Americi.
Kad se 1820. godine vratio u Berlin, postao je profesorom botanike na berlinskom sveučilištu i dopredsjednikom berlinskog botaničkog vrta. Godine 1829. postao je akademikom Berlinske akademije znanosti.
Iste je godine otplovio put Južne Amerike. Unutar tri godine je posjetio Čile, Peru, Brazil, Venezuelu, Srednju Ameriku i Karibe.
Nakon što je umro 1850. godine, pruska je vlada otkupila njegovu botaničku zbirku, koja je poslije postala dijelom kraljevskog herbarija u Berlinu.
Kad se citira doprinos Karla Sigismunda Kuntha botaničkom imenu, rabi se kraticu Kunth.
- Napomena: Kunth = C.S. Kunth = H.B.K. (Humboldt, Bonpland & Kunth)

## Djela
- Nova genera et species plantarum quas in peregrinatione ad plagam aequinoctialem orbis novi collegerunt Bonpland et Humboldt (7 sv., Pariz, 1815. – 1825.)Botanicus

- Les mimosees et autres plantes legumineuses du nouveau continent (1819.)

- Synopsis plantarum quas in itinere ad plagain aequinoctialem orbis novi collegerunt Humboldt et Bonpland (1822. – 3.)

- Les graminees de l'Amerique du Sud (2 sv., 1825. – 1833.)

- Handbuch der Botanik (Berlin, 1831.)

- Enumeratio Plantarum Omnium Hucusque Cognitarum, Secundum Familias Naturales Disposita, Adjects Characteribus, Differentiis et Synonymis. Sumtibus J. G. Cottae. Stutgardiae et Tubingae. 1843.
- Lehrbuch der Botanik (1847.)

- Les melastomees et autres plantes legumineuses de l'Amerique du Sud (1847. – 1852.)